# Falmari
Los falmari (en quenya «elfos del mar») son un pueblo ficticio perteneciente al legendarium creado por el escritor británico J. R. R. Tolkien y que aparece en sus novelas El Silmarillion y El libro de los cuentos perdidos 1. Eran los altos elfos teleri, los únicos de los teleri —el tercer clan de los elfos y el más numeroso— que completaron la Gran Marcha de los elfos para arribar al Reino Bendecido de Aman, la tierra de los dioses. Allí gobernó su rey Olwë desde la ciudad portuaria de Alqualondë («el puerto de los cisnes»).
Eran famosos por su afición musical y por su voz, así como por su arte en la fabricación de embarcaciones y por su conocimiento del mar. No en vano tenían gran amistad con el maia Ossë —el espíritu que gobierna el mar— quien les enseñó las disciplinas de la navegación.
También son tristemente célebres por ser las víctimas de la primera carnicería de elfos contra elfos en la que muchos falmari perdieron la vida de forma infame a manos de los noldor que robaron sus preciados barcos: La llamada Matanza de los Hermanos de Alqualondë ocurrida en el último periodo de las Edades de los Árboles.
Después de que Ilúvatar —el dios creador— arrancara Aman fuera del mundo en la Segunda Edad del Sol, todo lo que en ellas se encontraba quedó fuera del alcance de los mortales, incluyendo el reino de los falmari.

## Historia ficticia

### Origen de los elfos
En la obra de J. R. R. Tolkien los elfos son los primeros seres inteligentes y parlantes de la creación y se llamaron a sí mismos Quendi, «los hablantes/parlantes». Tras conocer su existencia, los valar —semidioses de la mitología de Tolkien— invitan a los elfos al continente de Aman en el a. v. 1101 E. A.. Así surge su primera organización social conocida que consistía en tres grandes grupos o tribus de estructura patriarcal: los noldor, los vanyar y los teleri. Estas tres casas, dirigidas por sus líderes (Finwë, Ingwë, y los hermanos Elwë y Olwë respectivamente) iniciaron una gran peregrinación desde Cuiviénen guiados por los valar hacia el oeste para alcanzar el Reino Bendecido. Los elfos que prefirieron las estrellas y las grandes extensiones de la Tierra Media y que nunca partieron recibieron el nombre de avari, «los renuentes». De los que marcharon todos acabaron dicho viaje salvo parte de los teleri.

### Ramificaciones de los teleri
Elwë emigró hacia el oeste en el a. v. 1105 E. A. Los teleri eran grandes en número y avanzaban lentamente. Les guiaba al valar Oromë y cada vez que se alejaba para ocuparse de sus asuntos paraban para disfrutar de tierras y ríos.
En el a. v. 1115 E. A. uno llamado Lenwë dejó el grupo principal dirigiéndose hacia el sur siguiendo el curso del río anduin y los que le siguieron fueron los nandor («los que volvieron»). Poblaron el valle y sabían más de plantas y animales que ningún otro elfo. De entre ellos, los que retomaron el viaje hacia Beleriand años más tarde fueron los laiquendi («elfos verdes») y los que optaron por esconderse en los bosques del otro lado de las Montañas Nubladas fueron los tawarwaith («elfos silvanos» o «elfos de los bosques»).

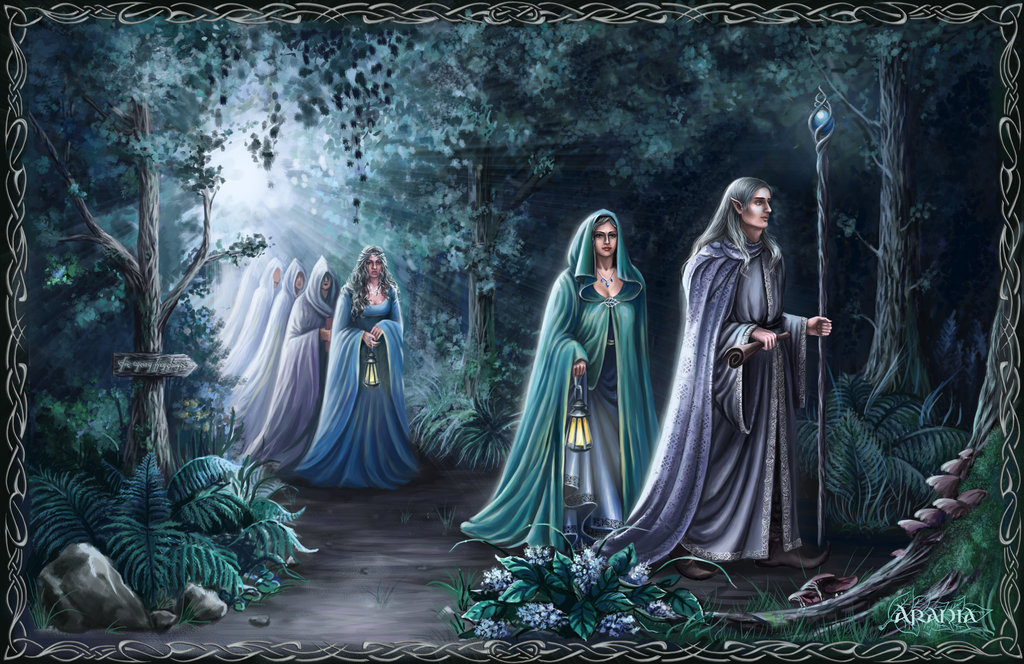
Representación de elfos abandonando la Tierra Media (Araniart)

Los teleri restantes se adentraron en Beleriand. Pero el rey Elwë se perdió en el bosque de Nan Elmoth (a. v. 1130 E. A.) donde encontró a la maia Melian de la cual cayó hechizado y abandonó a los suyos. Los que esperaron y buscaron a su rey desaparecido fueron los eglath («elfos abandonados») pues los demás les dejarían atrás. Los eglath residieron en bosques y colinas, y evitaron el mar que les daba nostalgia ya que nunca renunciaron a su deseo de llegar a las Tierras Imperecederas. Elwë y Melian reinarían en el futuro sobre todos los elfos de estas tierras.
Por este motivo cuando el valar Ulmo acudió al litoral de Beleriand en el a. v. 1132 E. A. para llevar a los elfos a Valinor solo recogió a los vanyar y a los noldor que allí aguardaban, pero no a los teleri que no oyeron su llamada a tiempo. Entonces muchos se apresuraron a alcanzar la orilla alejándose de los eglath y eligieron a Olwë como rey.
Todas estas gentes renunciaron a mantener el apelativo de teleri, que posteriormente solo conservaron los que continuaron la travesía.
A lo largo de los años que pasaron los teleri en la bahía, su amigo el maia Ossë —guardián de los mares de la Tierra Media— les enseñó todas las ciencias del mar y la música del mar. Así que cuando llegó el momento de cruzar el océano algunos de ellos se enamoraron de las costas persuadidos por Ossë, al que apenaba no volver a oír la música de los elfos. Estos fueron los falathrim («elfos de las Falas», las costas occidentales de Beleriand) y fueron los primeros marineros y carpinteros de barcos de la Tierra Media. Se establecieron en los puertos de Brithombar y Eglarest bajo el señorío de Círdan quien, a su vez, reconocería a Elwë como rey cuando este fuera coronado de nuevo.
Tiempo después cuando los noldor regresaron a la Tierra Media llamarían sindar («elfos grises») a los falathrim y a los eglath, quizás porque no eran elfos de la luz ni eran elfos de la oscuridad sino que eran elfos del crepúsculo, o quizás porque su rey era Elwë Singollo que traducido del quenya significa «Mantogris».

### Aparición de los falmari

Geografía esquemática de Arda en las Edades de los Árboles

Los que quedaban de los teleri zarparon (a. v. 1150 E. A.) en una isla conducida por Ulmo a través del océano y serían los únicos teleri que lograron ver la luz de Aman. Cuando llegaban a Eldamar Ossë les llamó y Ulmo detuvo el viaje. Ossë ancló la gran isla, que recibió el nombre de Tol Eressëa, que traducido del quenya significa «la isla solitaria», y allí habitaron durante un centenar de años complacidos de vivir junto al mar. Pero con el tiempo en sus corazones desearon volver a ver a sus hermanos que les esperaban en el Reino Bendecido y contemplar la gloria de Valinor. De modo que Ulmo obedeciendo el interés de los valar les envió a Ossë para asistirles quien, a su pesar, les enseñó a construir embarcaciones. Como regalo de despedida les envió cisnes que remolcaran sus naves hasta Valinor.
Una vez en Eldamar los teleri se reencontraron con sus hermanos elfos vanyar y noldor que les pusieron el nombre falmari por su afición a tocar música junto al mar. En aquel lugar levantaron la ciudad portuaria de Alqualondë y vivieron despreocupados durante un tiempo.
Pero los noldor decidieron abandonar Valinor contraviniendo la voluntad de los valar y pidieron a sus amigos los falmari los barcos. Estos, que no querían participar, trataron de disuadirlos aunque con desatino; Fëanor —el rey de los noldor— ordenó asaltar la ciudad puerto y tomar las hermosas naves por la fuerza. Muchos falmari murieron durante la Matanza de los Hermanos de Alqualondë, pues ellos eran menores en número y solo contaban con unos arcos delgados como armas. El rey Olwë pidió ayuda a Ossë y, aunque los valar no permitían usar la fuerza para detener a los noldor, la maia Uinen —la esposa de Ossë y señora de las aguas— lloró y el mar se levantó furioso hundiendo bastantes de los navíos robados. Esto ocurrió en el a. v. 1495 E. A.
A causa de la carnicería los valar maldijeron a los noldor con el Hado de los Noldor, una profecía condenatoria sobre aquellos que no se sometieran a juicio. Y también por esa razón ninguno de los falmari se unió al ejército —en el que se incluían los noldor— que los valar dispusieron para capturar a Morgoth durante la Guerra de la Cólera en la Primera Edad del Sol. Tan solo accedieron a enviar marineros que tripularan la flota para transportar las tropas, pero sin intervenir en la batalla. Solo con el tiempo los falmari perdonarían a los noldor por la masacre de sus parientes y estarían de nuevo en paz.
No se supo nada más de los falmari después de que Eru diera nueva forma a la tierra en la Segunda Edad del Sol lo que impedía el acceso Aman.

## Cultura
El idioma de los falmari era el telerin, que es una lengua derivada del telerin antiguo —la lengua ancestral de todos los teleri— con influencias de las lenguas habladas en Aman por los vanyar y los noldor.
Los mejores cantantes de todos los elfos eran los teleri y veneraban a Ulmo de quien aprendieron la música por encima de los demás valar. Pero a los falmari además les apasionaba el mar y soñaban con tierras distantes. Por eso su cultura está centrada en la fabricación de barcos y la marinería cuyos conocimientos adquirieron del propio Ossë:

«Pero en cuanto a nuestros blancos navíos, no proceden de vosotros. No aprendimos ese arte de los noldor, sino de los Señores del Mar; los blancos maderos los trabajamos con nuestras propias manos, las blancas velas fueron tejidas por nuestras esposas e hijas. Por tanto, no las daremos ni las venderemos ni por alianza ni por amistad. Porque te digo, Fëanor hijo de Finwë, éstas son para nosotros como las gemas de los noldor: la obra de nuestros corazones, que nunca podremos repetir.»
«De la huida de los noldor» en El Silmarillion, de J. R. R. Tolkien.

Las embarcaciones tenían figuras de cisnes blancos con picos y ojos de oro y azabache. Unas eran impulsadas por aves, otras usaban velas y otras remos en forma de patas de cisne.
Moraban en la ciudad portuaria de Alqualondë (significa «el puerto de los cisnes» y procede de los términos quenya alqua, «cisne» y londe, «puerto»), situada al norte de Calacirya en las costas de Eldamar, la tierra de los elfos en Aman. Un extenso anillo de rocas formaba el puerto al que se accedía mediante las puertas de un gran arco abierto en la piedra por desgaste del mar, y la entrada era tan amplia que tenía tamaño suficiente para que hasta dos barcos pasasen a la vez. Debido al muro llegaba poca luz de los Árboles cuando aún no existían ni el sol ni la luna, pero los muelles estaban iluminados por la luz de las estrellas, que allí eran claras y brillantes, y por multitud de lámparas de oro y linternas de colores. Con las perlas obtenidas del mar decoraban habitaciones y vestidos y las costas estaban repletas de joyas que los falmari habían esparcido por ellas tras haberlas recibido como regalo de los noldor
Así mismo, trabajaban la plata mejor que ningún otro eldar, ya que la encontraron en abundancia en sus dominios.

## Etimología y otros nombres
La palabra proviene de la raíz quenya falma «ola crestada» y significa «elfos del mar». Les llamaron así en Aman porque al amar la música y el mar gustaban de tocar canciones en las costas.
También se les llama falmarindi («jinetes de la espuma») o simplemente teleri, ya que los falmari y los falathrim —sus hermanos marineros de la Tierra Media— mantuvieron el nombre de teleri a diferencia del resto de sus parientes, que son considerados descendientes pero no parte de los teleri. Es decir, que el significado de teleri obedece al contexto. Conforme a la época en la que sucede el relato puede referirse al clan de los teleri durante la Gran Marcha de los elfos, pero si acontece en una época posterior aludirá exclusivamente a los falmari o a los falathrim, dependiendo de si la narración transcurre en Aman o en la Tierra Media.
Otro nombre para los teleri es lindar («los cantores») y en sus primeros escritos J. R. R. Tolkien los llamó solosimpi, que proviene del quenya solmë «ola» y simpetar «flautista», y significa los «flautistas de la costa». De manera que en El libro de los cuentos perdidos los solosimpi son los teleri —a menudo refiriéndose exclusivamente a los falmari, cuando el cuento acontece en Aman— y los teleri son los que posteriormente denominó vanyar.
| Término              | Novela                                               | Época en la que transcurre el relato | Significado | Significado        |
| Término              | Novela                                               | Época en la que transcurre el relato | En Aman     | En la Tierra Media |
| Falmari o falmarindi | Todas                                                | Cualquiera                           | Falmari     |                    |
| Teleri o lindar      | El Silmarillion y últimos escritos                   | Durante la Gran Marcha de los elfos  |             | Teleri             |
| Teleri o lindar      | El Silmarillion y últimos escritos                   | Tras la Gran Marcha de los elfos     | Falmari     | Falathrim          |
| Teleri o lindar      | El libro de los cuentos perdidos y primeros escritos | Cualquiera                           | Vanyar      | Vanyar             |
| Solosimpi            | El libro de los cuentos perdidos y primeros escritos | Durante la Gran Marcha de los elfos  |             | Teleri             |
| Solosimpi            | El libro de los cuentos perdidos y primeros escritos | Tras la Gran Marcha de los elfos     | Falmari     | Falathrim          |

## Clasificación de los elfos

División del pueblo de los elfos durante la Gran Marcha

### División según si emprendieron la Gran Marcha
- Calaquendi(«elfos de la luz»), Amanyar(«los que pertenecen a Aman») o Tareldar(«altos elfos»): aquellos que completaron el viaje a Aman y presenciaron la luz de los Dos Árboles.[5]
- Moriquendi(«elfos oscuros»): aquellos que no vieron la luz que había antes del sol y la luna.[2][5]
  - Úmanyar («los que no son de Aman»): son los elfos que partieron de Cuiviénen hacia el oeste en la Gran Marcha, pero que nunca llegaron a Aman.[2][5]
  - Avari («los renuentes»): son los elfos que rechazaron emprender la Gran Marcha.[2][5]

### División del pueblo de los elfos durante la Gran Marcha
- Avari
- Eldar («pueblo de las estrellas»): término referido originalmente a todos los elfos, pero luego utilizado solamente para los que emprendieron la Gran Marcha de los elfos desde Cuiviénen.[5]
  - Vanyar («los hermosos») o Minyar («los primeros»): fueron el primer clan de los eldar en partir y todos llegaron a Aman.[5] Ninguno regresó de Aman.
  - Noldor («elfos profundos»): son el segundo clan en partir y todos llegaron a Aman.[5] Casi todos regresaron de Aman y el resto pudo haber participado en la Guerra de la Cólera.
  - Teleri («los últimos»): son el tercer clan de los eldar en partir y el mayor.[5]
    - Nandor («los que volvieron»): son aquellos que siguieron el curso del río Anduin hacia el sur siguiendo a Lenwë.[5]
      - Laiquendi («elfos verdes»): son aquellos Nandor que reanudaron la marcha años después guiados por Denethor. Llegaron a Beleriand y residieron en Ossiriand.[5]
      - Tawarwaith («elfos silvanos», «elfos de los bosques» o «elfos de la floresta»): son los elfos Nandor que decidieron esconderse en los bosques más allá de las Montañas Nubladas. Apenas se distinguían de los avari.[9]

    - Sindar («elfos grises»): es el nombre que dieron los noldor a todos los elfos de origen teleri que encontraron en Beleriand al regresar de Aman, exceptuando a los laiquendi.[5]
      - Eglath («elfos abandonados»): son los que vivían al servicio del rey Thingol en el bosque de Doriath.[5] Aunque son úmanyar, tienen un estatus especial por estar gobernados por un rey que sí vio los Árboles y por Melian, la maia.
      - Falathrim («elfos de las Falas» o «elfos de las costas»): son los elfos asentados en las Falas de Beleriand cuyo señor era Círdan.[5]

    - Falmari («elfos del mar»): fueron los últimos de los eldar en llegar a Aman y los únicos de los teleri que lo hicieron.[7] No regresaron a la Tierra Media.

## Falmari destacados
- Olwë, rey de Alqualondë.[7]
- Eärwen, princesa de Alqualondë, esposa de Finarfin, madre de Galadriel, Finrod, Angrod y Aegnor.[5][7]
- Celeborn, en una de las versiones es un príncipe de los falmari, nieto de Olwë.[3]
- Celebrían, hija de Galadriel y Celeborn, esposa de Elrond, según la versión en que Celebron es un falmari sería tres cuartas partes descendiente de falmari.